# Paulo Alexandre Barbosa
Paulo Alexandre Barbosa (Santos, 9 de janeiro de 1979) é um político brasileiro Atualmente Sem Partido. Foi prefeito de Santos de 1 de janeiro de 2013 até 1 de janeiro de 2021. É filho do ex-prefeito Paulo Gomes Barbosa (que serviu no município de 1980 a 1984, nomeado pelo regime militar).
Paulo Alexandre Barbosa é casado com a também advogada Vanessa Barbosa e pai de uma filha.

## Biografia

### Início e formação
Caçula de cinco irmãos, Paulo Alexandre Barbosa nasceu em 9 de janeiro de 1979, ano em que seu pai, o comerciante Paulo Gomes Barbosa, havia sido nomeado prefeito da cidade pelo regime ditatorial.
Seu filho participou de sua bem sucedida campanha como vereador aos 17 e aos 21 anos. Estudou no tradicional Colégio Santista da pré-escola até o ensino médio. Aos 17 anos, Paulo ingressou no curso de Direito na Universidade Metropolitana de Santos.

### Vida pública
Sua vida pública começa efetivamente aos 22 anos, quando assumiu o cargo de assessor especial da Secretaria de Juventude, Esporte e Lazer, e em 2002 é nomeado diretor de projetos especiais da FDE (Fundação para o Desenvolvimento da Educação).
Dois anos depois, em 2004, ele tornou-se secretário-adjunto da Educação, onde permaneceu até 2006. Nesse período, Paulo Alexandre coordenou o programa Escola da Família, iniciativa premiada pelas Nações Unidas que abre todas as escolas estaduais aos finais de semana para centros de convivência esportiva e cultural e também concede bolsas universitárias totalmente gratuitas a quase 50 mil jovens.
Ainda em 2006, Paulo foi eleito deputado estadual e reeleito em 2010.
A convite do governador Geraldo Alckmin (PSDB), licenciou-se no início de 2011 para assumir a Secretaria de Estado do Desenvolvimento Social. Foi nomeado secretário de Desenvolvimento Econômico, Ciência e Tecnologia quatro meses depois, onde ficou responsável por estruturas administrativas e várias instituições educacionais, e ocupou este cargo até junho de 2012, quando decidiu afastar-se para concorrer à eleição da prefeitura de Santos.

### Eleição 2012 para prefeito
Em junho, Paulo candidatou-se nas eleições municipais de 2012 como prefeito de Santos. Disputou com Telma de Souza (PT), que já havia administrado a prefeitura da cidade entre 1989 e 1993; Sérgio Aquino (PMDB), o candidato oficial do então prefeito João Paulo Tavares Papa; Prof. Fabião (PSB); Beto Mansur (PP), que também já havia sido prefeito durante 2 mandatos, de 1997 a 2000 e de 2001 a 2004; Eneida Koury (PSOL); Luiz Xavier (PSTU); Jama (PRTB) e Nelson Rodrigues (PSL).
Já no 1° turno, Paulo venceu a eleição com 144.827 57,91% dos votos válidos.

### Eleição 2016 para prefeito
Em 2016 buscou a reeleição, atingindo o resultado de 172.215 votos ou 77,74% dos votos válidos, sendo reeleito.

### Pós-Prefeitura
Elegeu seu sucessor Rogério Santos, do PSDB, nas eleições de 2020; se candidatou a Deputado Federal, aonde se elegeu com 170.378 votos.

## Desempenho em eleições
| Ano  | Eleição               | Partido | Candidato a       | Votos         | Resultado |
| ---- | --------------------- | ------- | ----------------- | ------------- | --------- |
| 2006 | Estadual de São Paulo | PSDB    | Deputado Estadual | 182.654 (5°)  | Eleito    |
| 2010 | Estadual de São Paulo | PSDB    | Deputado Estadual | 215.061 (2°)  | Eleito    |
| 2012 | Municipal de Santos   | PSDB    | Prefeito          | 144.827 (1°)  | Eleito    |
| 2016 | Municipal de Santos   | PSDB    | Prefeito          | 172.215 (1°)  | Eleito    |
| 2022 | Estadual de São Paulo | PSDB    | Deputado federal  | 170.378 (27º) | Eleito    |

## Condecorações
| Insígnia | País   | Honra                                 | Data                   |
| -------- | ------ | ------------------------------------- | ---------------------- |
|          | Brasil | Grande Oficial da Ordem de Rio Branco | 21 de novembro de 2023 |